# Erbsenmuster (камуфляж)
Ербсенмустер (нім. Erbsenmuster, дослівно — гороховий візерунок) — німецький деформаційний військовий камуфляж часів Другої світової війни, що застосовувався Ваффен-СС. Розробником був Йоганн Шик, творець низки камуфляжних шаблонів для Вермахту та СС.

## Історія

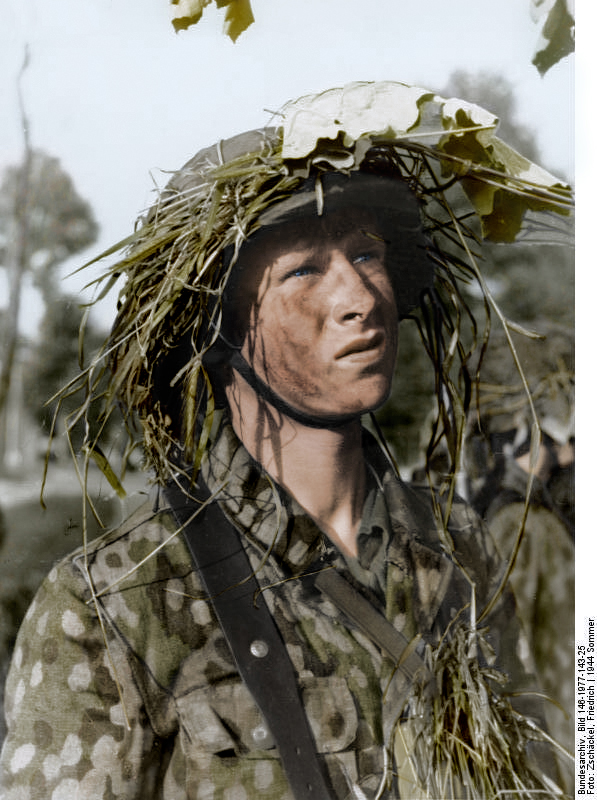
Німецький солдат 12-ї танкової дивізії СС «Гітлерюгенд», у куртці з камуфляжем типу Erbsenmuster, Нормандія, Франція, 1944

Наказом від березня 1943 року було встановлено правила носіння нової форми одягу, що складалася з двох предметів у забарвленні getarnter Drillichanzug. Нові камуфляжні однострої були впроваджені на заміну старої бойової уніформи. Однострої шились за лекалами спрощеного мундира і штанів, що додаються до нього, введених для вермахту і військ СС в 1943 році. З січня 1944 року для танкістів було введено нову форму — комбінезони були замінені камуфльованими брюками з куртками.
Сам камуфляж Erbsenmuster з'явився ще в 1942 році, але поширення набув тільки в 1943 році. Малюнок базувався на більш ранньому камуфляжі Eichenlaubmuster (візерунок дубового листя).

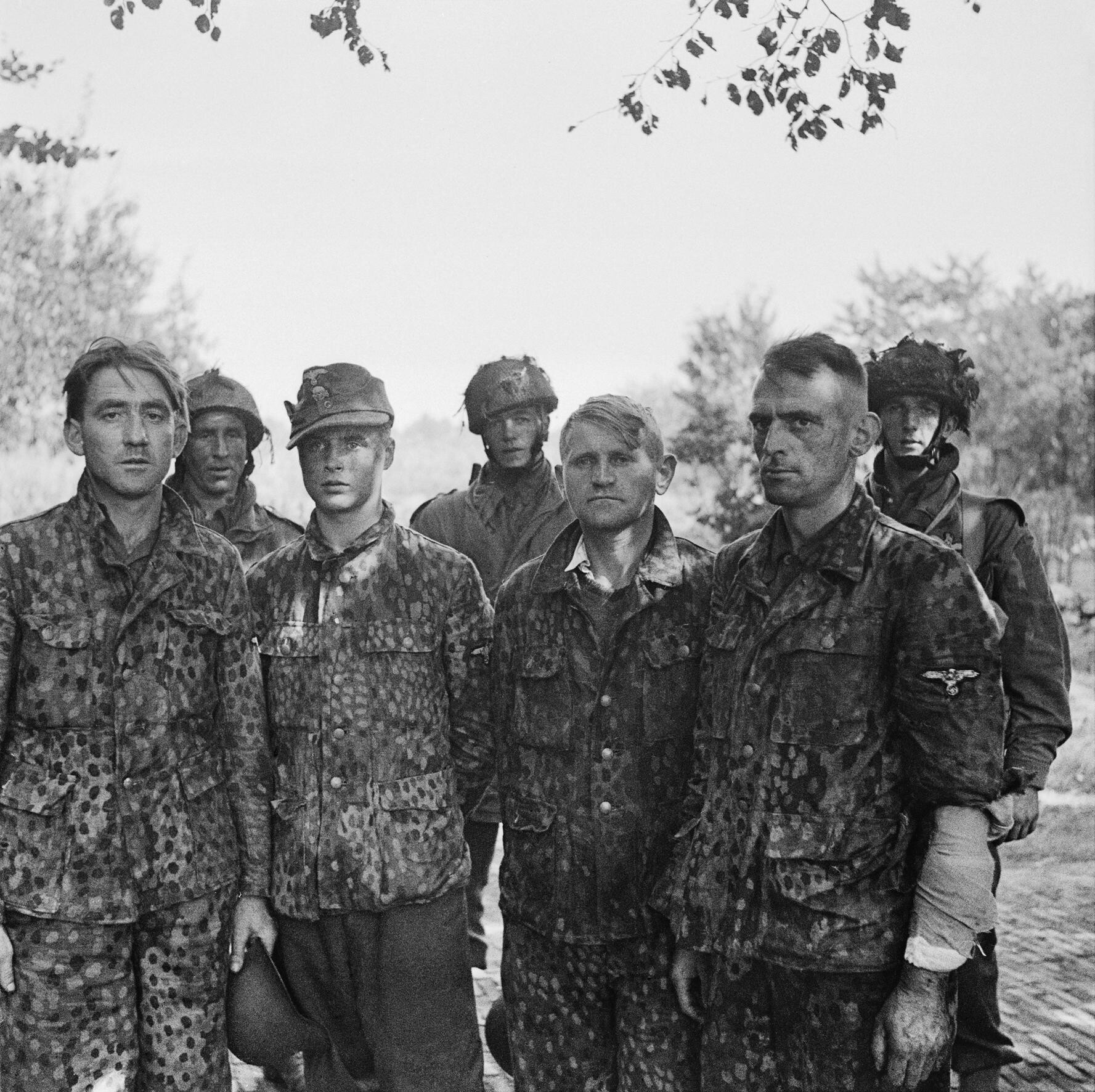
Бійці Ваффен-СС у камуфляжі Erbsenmuster. Нідерланди, вересень 1944 року

Згідно з новими специфікаціями, форма мала бути «всесезонною», для використання як у літній, так і в зимовий час, що дозволяло робити її односторонньою, на відміну від більш ранніх німецьких камуфляжів, таких як Splittertarn, або, наприклад, італійського камуфляжу Telo mimetico.
Малюнок «гороховий візерунок» включав чотири кольори: світло-коричневий, темно-коричневий, зелений і чорний, розташовані як маленькі цятки, усіяні великими нерегулярними областями.
Після війни форма в даному забарвленні з німецьких запасів, що залишилися, обмежено використовувалася комуністичною Угорщиною.